# نحل الوقواق
نحل الوقواق أو تحت فصيلة نوماديني (الاسم العلمي Nomadinae)، هي فُصيلة (أسرة) حشرات من فصيلة النحليات ورتبة غشائيات الأجنحة. أعطانها جميع أنحاء العالم.